# 킬리피시

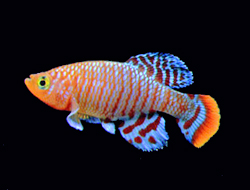

킬리피시(Killifish)는 우기에는 호수가 생겼다가 건기가 되면 호수가 없어지는 열대건조지방에 사는 물고기로 우기에는 호수에서 부화하여 성장하고 건기가 올때쯤 알을 낳고 죽으면 그 알이 바짝마른 흙속에 있다가 다음 우기에 호수가 생기면 부화해서 대를 이어간다.
대표적 어종으로는 램프아이, 라쵸비, 균텔리, 크라운 킬리 등이 있다.